# Lăpușna (Moldavia)
Lăpușna es una comuna y pueblo de la República de Moldavia ubicada en el distrito de Hîncești.
En 2004 el pueblo tiene tiene 5640 habitantes, casi todos étnicamente moldavos-rumanos. La comuna, que incluye también las pedanías de Anini y Rusca, tiene una población total de 6262 habitantes en 2004.
Se conoce la existencia de la localidad desde el siglo XV. Es el lugar de nacimiento del ex primer ministro Vlad Filat.
Se sitúa sobre la carretera R33, unos 10 km al oeste de Hîncești.